# Espérame (álbum de Lolita)
Espérame es el 4.º álbum de estudio grabado por la cantante y actriz española Lolita. Lanzado en 1978 por el sello discográfico CBS Records, Contó con la producción de Danilo Vaona. La canción más destacada del álbum es "Si, Pero No" escrita por Francisco Martínez Moncada y Paco Cepero; en esta ocasión la producción quedó a cargó de Danilo Vaona.

## Lista de Canciones
| Cara 1 |                                  |                                          |          |  |
| N.º    | Título                           | Letras                                   | Duración |  |
| 1.     | «Sin Dejar De Amarte Nunca»      | Manuel Alejandro • Ana Magdalena         | 4:05     |  |
| 2.     | «Si La Noche De Anoche Volviera» | Manuel Alejandro • Ana Magdalena         | 4:01     |  |
| 3.     | «Si, Pero No»                    | Francisco Martínez Moncada • Paco Cepero | 3:37     |  |
| 4.     | «De Tanto Quererte Tanto»        | David Beigbeder                          | 3:12     |  |
| 5.     | «Cuando Anochece En El Mar»      | Manuel Alejandro • Ana Magdalena         | 3:28     |  |

| Cara 2 |                         |                   |          |  |
| N.º    | Título                  | Letras            | Duración |  |
| 1.     | «Amémonos»              | José Ruiz Venegas | 3:38     |  |
| 2.     | «Se Me Olvidó Otra Vez» | Juan Gabriel      | 3:20     |  |
| 3.     | «No Sé, No Sé»          | Paco Cepero       | 3:58     |  |
| 4.     | «Será El Amor»          | Paco Cepero       | 4:43     |  |
| 5.     | «Espérame»              | José Luis Perales | 3:23     |  |